# De wind (Kadanz)
De wind is een nummer van de Nederlandse band Kadanz. Het is de tweede single van hun derde studioalbum Blik op oneindig uit 1989. In augustus dat jaar werd het nummer op single uitgebracht.

## Achtergrond
De ballade werd in het najaar van 1989 veel gedraaid op Radio 2 en Radio 3 en werd een radiohit in de destijds twee landelijke hitlijsten op de nationale publieke popzender Radio 3. De plaat bereikte de 26e positie in de Nationale Hitparade Top 100 en de 27e positie in de Nederlandse Top 40.
In België (Vlaanderen) werd de plaat wel regelmatig gedraaid op de radio maar behaalde desondanks géén notering in zowel de voorloper van de Vlaamse Ultratop 50 als de Vlaamse Radio 2 Top 30.